# Emo (Jugendkultur)

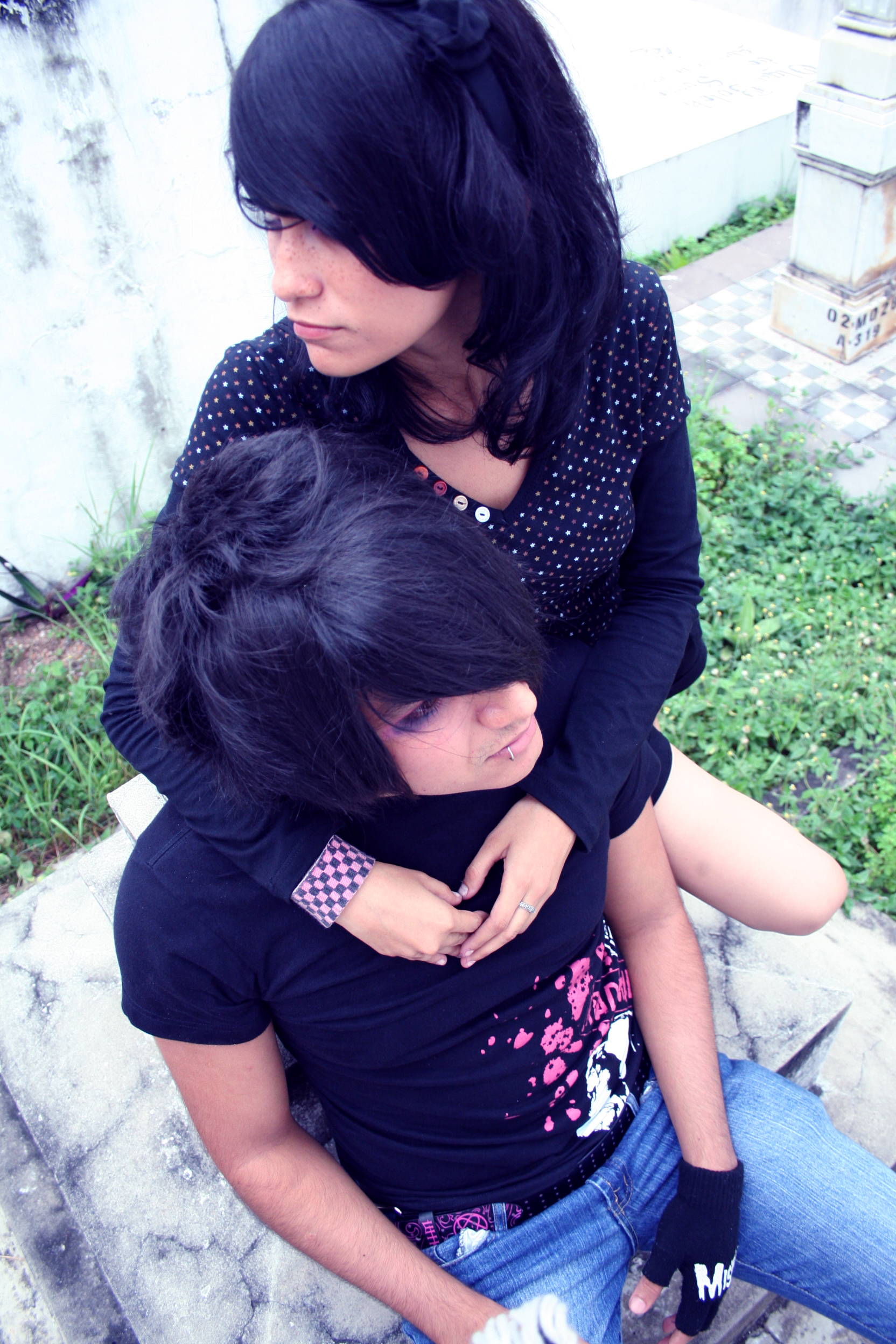
Typisches Aussehen in der Emo-Szene, 2007

Emo ([ˈiːmoʊ], dt. auch [ˈeːmo], von englisch Emotional) ist eine weltweite Jugendkultur und Modeerscheinung, die ihre größte Verbreitung in den späten 2000er und frühen 2010er Jahren fand.
Die Ursprünge der Szene liegen in den USA der 1990er Jahre und der Musikrichtung Emotional Hardcore. In Deutschland gelten das Jugendmagazin Bravo und der Musiker Bill Kaulitz und dessen Band Tokio Hotel als Wegbereiter.
Emo wird modisch insbesondere mit schwarzen Haaren und schwarzer Kleidung, Skinny-Jeans, Karomuster und Nietengürteln in Verbindung gebracht. Damit einher geht eine Lebenseinstellung, in der Gefühle, Weltschmerz und Freundschaft eine große Rolle spielen und nicht versteckt werden. Anhängern wird daher ein Hang zur Selbstverletzung und Suizidalität nachgesagt, männliche Anhänger werden wegen ihrer androgynen Erscheinung oft als unmännlich beschimpft.

## Geschichte

### Das Musikgenre in den 1980er und 1990er Jahren

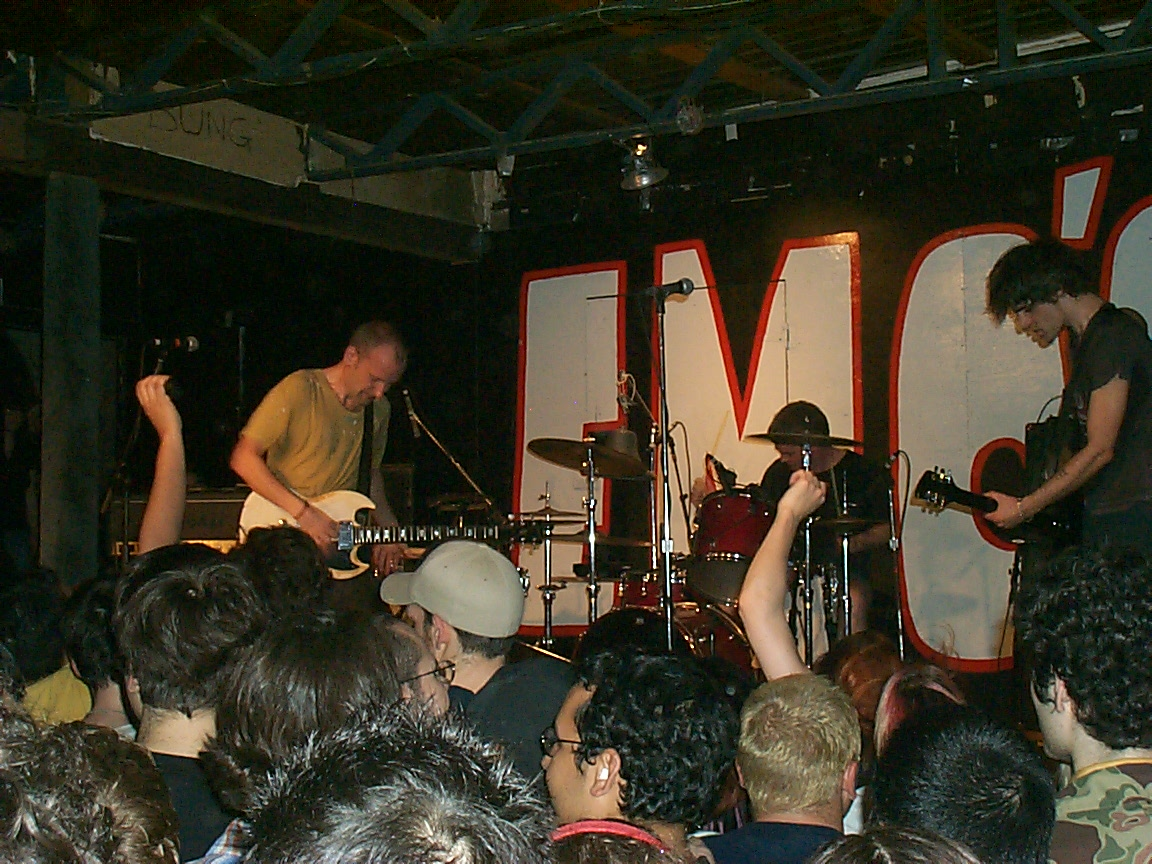
Fugazi, eine Pionierband des Emotional Hardcore, 2002

Emotional Hardcore, auch Emo genannt, entstand Mitte der 1980er Jahre und war ein Subgenre des D.C. Hardcore. Als wichtiger Wegbereiter des Genres gelten die US-amerikanische Punk-Bands Rites of Spring und Hüsker Dü, die emotionale Passagen in ihren Liedern verwendeten. Weitere wichtige Vertreter des Genres sind bzw. Fugazi und Embrace, die nach der Auflösung von Rites of Spring als wichtigste Vertreter des Emo- und Post-Hardcore galten.
In Deutschland entstanden die ersten Emo-Bands Ende der 1990er Jahre. 1997/98 lag eine der ersten Hochburgen in Göttingen. Vor allem die Gruppen El Mariachi und Katzenstreik prägten die Göttinger Szene. Im deutschsprachigen Raum gelten außerdem die Gruppen Angeschissen und Boxhamsters als Vorreiter. Im Screamo, einem Subgenre des Emo, existierte die Band Yage, die internationale Maßstäbe setzen konnte. Größere Band-Szenen existierten in und um Hamburg bzw. Schleswig-Holstein, Berlin und im Ruhrgebiet.
Im Laufe der 1990er verband sich das Hardcore-Genre durch Bands wie Mineral und American Football zunehmend mit Gitarrenmusik und der Begriff Emo wurde auch für Bands verwendet, die ihre Wurzeln im Indie-Rock hatten. So galten etwa The Get Up Kids, Texas Is the Reason, The Promise Ring und Jimmy Eat World als Wegbereiter des Indierock-lastigen Emo, zum Teil auch gegen deren Willen:

„Wir haben zwar Emo aus den achtziger Jahren gehört, werden aber nicht gerne mit diesem Label versehen, weil es eben woanders herkommt als wir. […] wir haben uns immer nur als Rockband auf der Suche nach dem perfekten Song verstanden“

### Die Jugendkultur der 2000er und 2010er Jahre

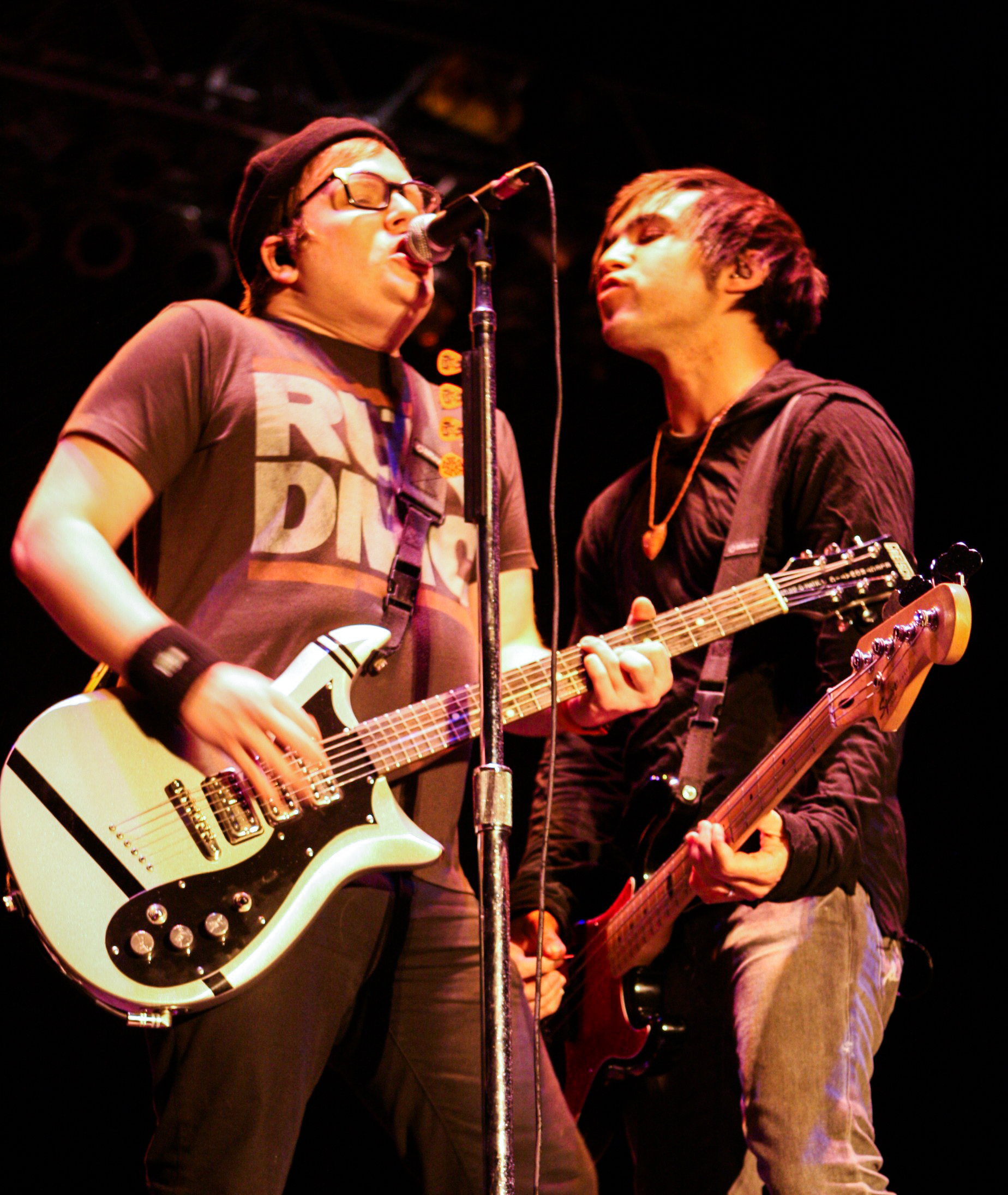
Pete Wentz und Patrick Stump von Fall Out Boy, 2009

Etwa seit 2000 entstand die Jugendkultur des Emo, die sich sukzessive vom Musikgenre des Emotional Hardcore entfernte und sich vor allem über eine gefühlsorientierte Lebenseinstellung und das äußere Erscheinen definierte. Der Genrebegriff Emo wurde zunehmend auf eine Verschmelzung der emotionalen Version des Hardcore mit Popmusikelementen angewandt. Bands wie My Chemical Romance, Hawthorne Heights und Fall Out Boy entsprachen nun auch äußerlich teilweise der Emo-Szene.
Während Anhänger des Emotional Hardcore in den 1980er und 1990er Jahren keinem Dresscode folgten, zeichneten sich die Anhänger des Indierock-Emo in den 1990er Jahren durch Hornbrillen, enge Pullover, Westen, Cordhosen, Hemden, Worker-Jackets und Lederschuhe aus.

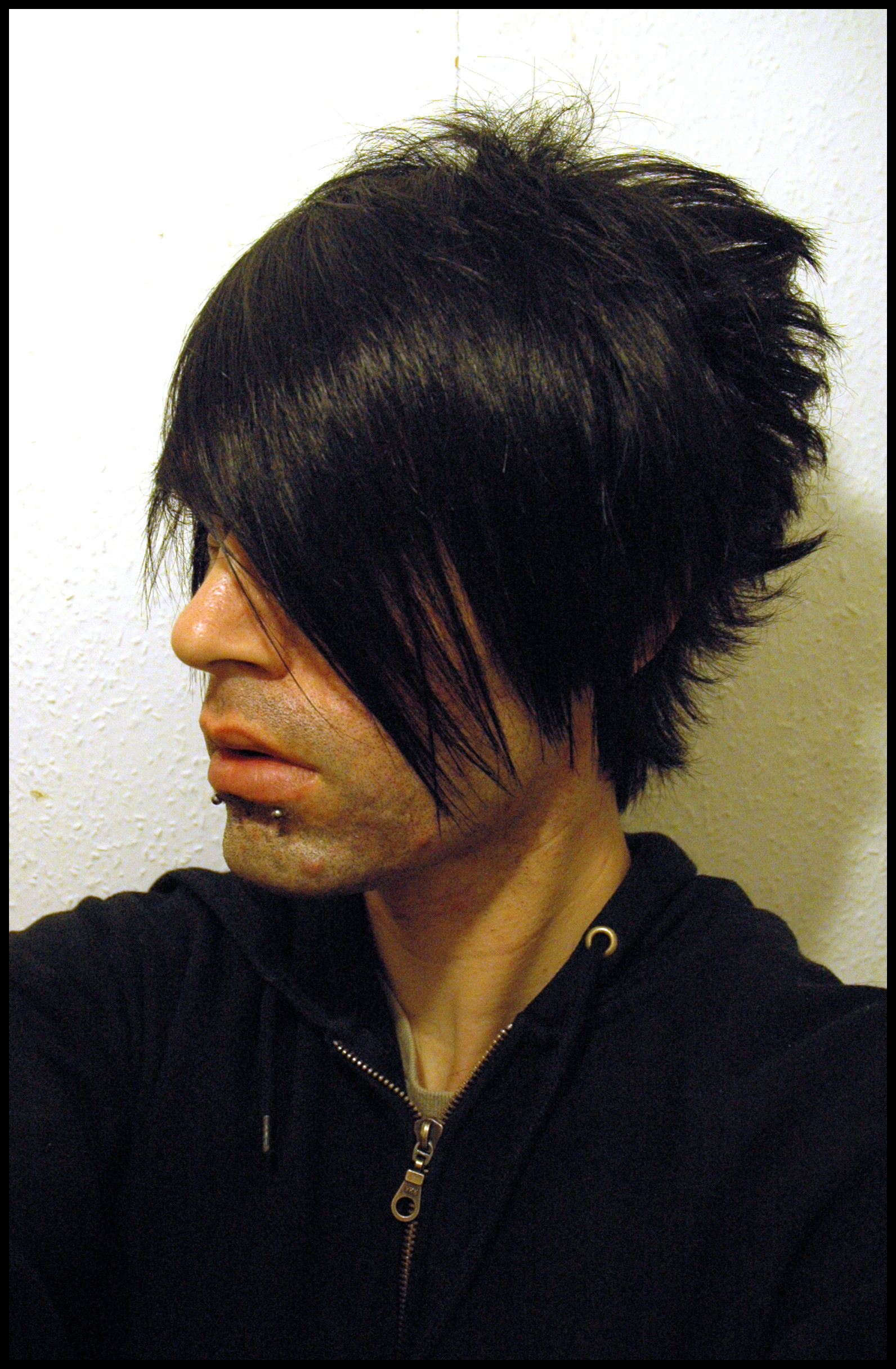
Emo-Frisur, 2007

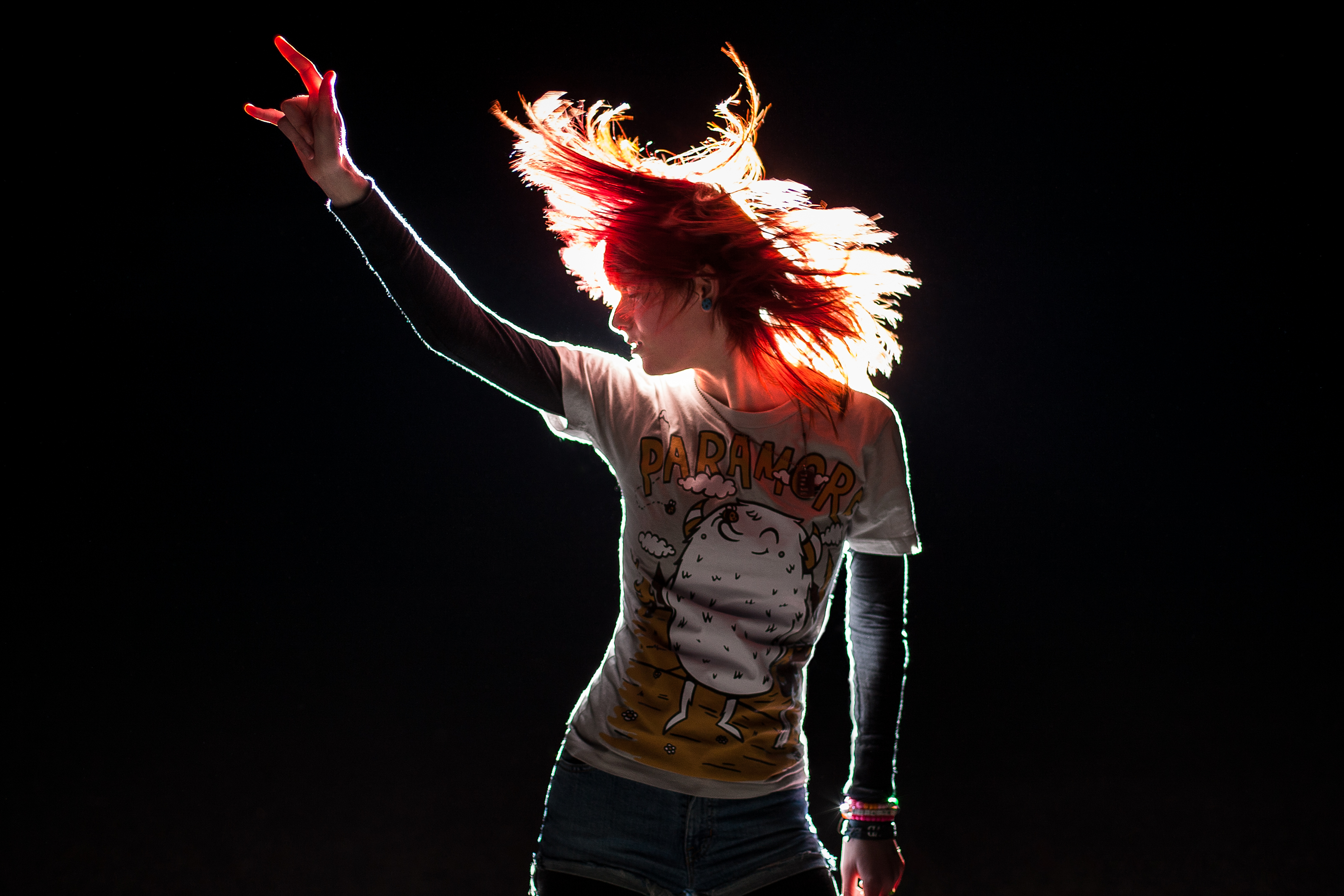
Weiblich Emo, 2011

Modisch griff Emo in den 2000er Jahren verschiedene Elemente der früheren Generationen auf und vermischte sie mit Elementen der Gothic-Mode und Anleihen des Pop-Punk. Eine weite Verbreitung fand Emo in diesen Jahren durch das soziale Netzwerk MySpace.
2010 galt Emo als Jugendkultur mit dem größten Zulauf, blieb aber eine der kleinsten Jugendbewegungen. In der ersten Hälfte der 2010er Jahre verlor Emo weltweit an Bedeutung, wurde Ende 2014 gleichsam für tot erklärt, als man den szenetypisch auffällig gekleideten Jugendlichen in den deutschen Großstädten nicht mehr begegnete, und ging überwiegend im Mainstream auf. Sie wird manchmal als „letzte echte Subkultur“ bezeichnet.

### Nachwirkungen seit den 2010er Jahren
Emo war eine der ersten Szenen, die durch das Internet wuchs und sich verband. Dadurch prägte sie nachfolgende Jugendkulturen wie  E-Girls und E-Boys und den gesellschaftlichen Mainstream weltweit nachhaltig, beispielsweise die Ästhetik von Selfies und heutigen sozialen Netzwerken. Die androgyne, genderneutrale Mode trug zur zunehmenden Sichtbarkeit nichtbinärer Geschlechtsidentitäten bei. Skinny-Jeans, Vans und Lederjacken wurden zur weitverbreiteten und kommerziellen Alltagsmode.
Musikalisch entwickelte sich gegen Ende der 2010er Jahre ein „Emo-Revival“, mit Bands wie The Hotelier, La Dispute, Foxing und Modern Baseball. Jüngere Musikerinnen und Musiker verbinden das Lebensgefühl des Emo mit Hip-Hop und Rap, so etwa Princess Nokia, nothing, nowhere. oder Lil Uzi Vert. Insbesondere auf Plattformen wie TikTok trifft Emo seit 2019 in der Generation Z auf neues Interesse.

## Beschreibung

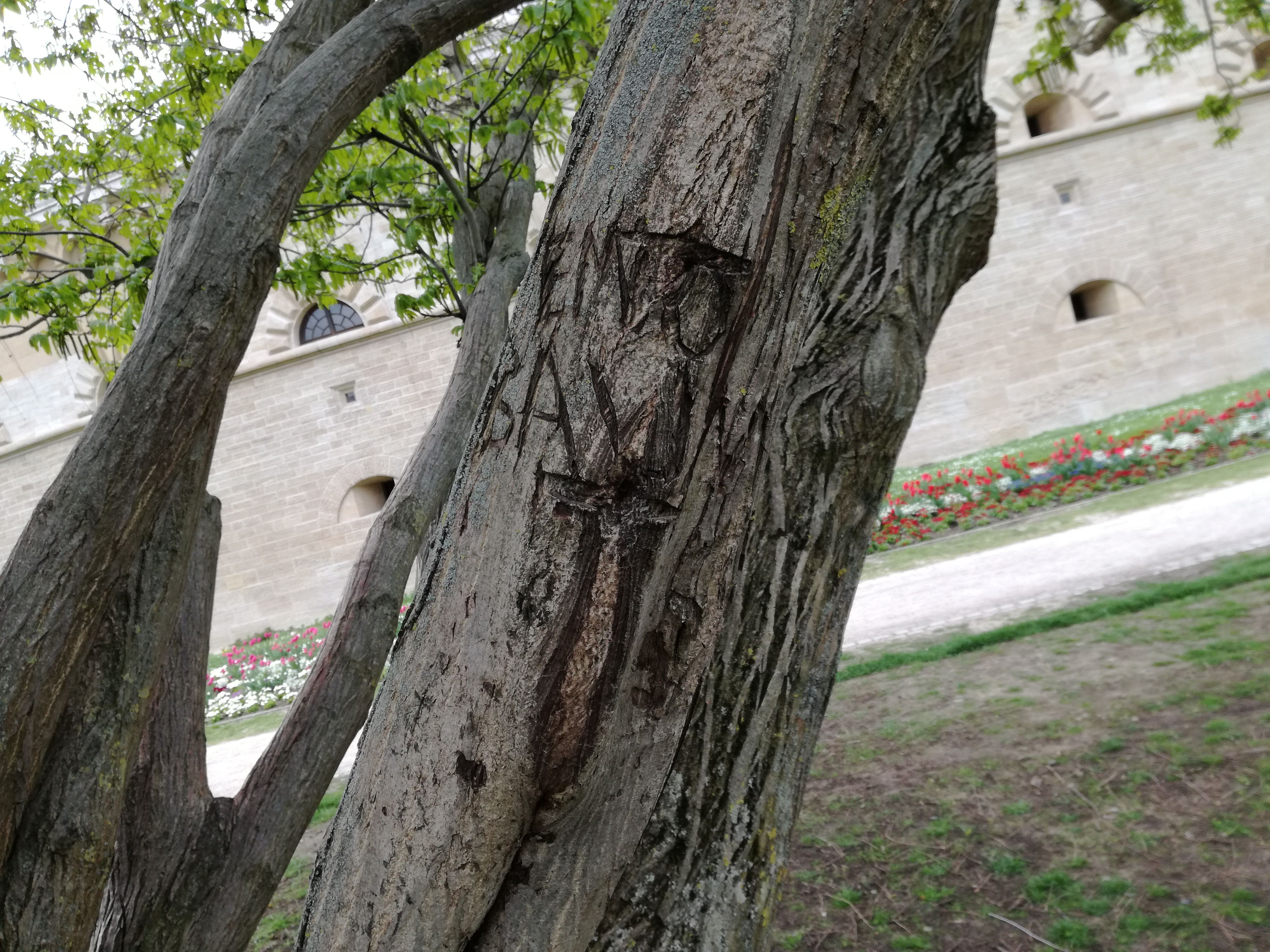
Sogenannter „Emobaum“ im Ingolstädter Klenzepark, der in den späten 2000er-Jahren als Treffpunkt der Jugendbewegung diente und dementsprechend beschriftet wurde

Aus dem Musikstil entwickelte sich eine Mode und Lebenseinstellung, in der Gefühle, Weltschmerz, Toleranz und Freundschaft eine große Rolle spielten. Dabei standen die Gefühle anderer vor den eigenen Gefühlen. In der Emo-Szene standen das Individuum und die Introspektion im Mittelpunkt. Anders als in der Hardcore-Szene war bei Emo politisch motivierte Systemkritik kein großes Thema, Probleme wurden individualisiert wahrgenommen und bearbeitet.
Das Alter der Jugendlichen in der Szene lag zwischen 14 und 20 Jahren, selten waren auch ältere Menschen anzutreffen. Grund dafür war unter anderem, dass die Szene auf die „Bedürfnisse Pubertierender zugeschnitten“ war: Innerhalb der Szene durfte man Kind sein und es gab Verständnis für schlechte Laune. Viele Angehörige der Szene stammten aus gutbürgerlichen Familien und der oberen Mittelschicht.
Anhänger der Emo-Jugendkultur ordneten sich selbst verschiedenen Kategorien zu, beispielsweise „echter Emo“, „Emo Kiddie“ und „Möchtegern“ (engl. wannabe). Letztere wurden vor allem über äußere und modische Merkmale definiert.
Die Emo-Bewegung präsentierte sich überwiegend introvertiert. Das Zurschaustellen von Emotionen und Gefühlen, etwa in Form von Gedichten, war ein Hauptbestandteil der Szene. Wegen des androgynen Erscheinens vor allem der männlichen Anhänger wurde Emo als „die erste Jugendszene, in der sich Jungs an Mädchen anpassen“ beschrieben, die somit „das Rollenmodell auf den Kopf“ stellte.

„Geschlechterbezogene Identitätsarbeit ist immer auch Inszenierungsarbeit und -praxis, spielt mit verschiedenen Darstellungsformen, bezieht sich in verschiedener Form auf Geschlechterdiskurse und provoziert, dass die Akteur/innen je nach Inszenierung auch oft in Diskurse ‚hineingerufen‘ werden. Dies kann am Beispiel männlicher Inszenierungen in der Emo-Szene gezeigt werden, die aufgrund ihrer latenten Provokation von Männlichkeitsstereotypen und damit auch von Heteronormativität interaktiv und für die Beteiligten häufig auch diskursiv und reflexiv werden.“

Die Emo-Szene war in den 2000er und 2010er Jahren stark im Internet aktiv, insbesondere auf MySpace. Auf Facebook existierten annähernd 500 verschiedene „Emo“-Gruppen, in denen unter anderem Treffen, sogenannte „Emotreffs“ mit mehreren dutzend bis hundert Teilnehmern, organisiert wurden. Treffpunkt konnte etwa ein sogenannter „Emobaum“ (z. B. im Stuttgarter Schlossgarten oder im Ingolstädter Klenzepark) sein.

### Musik
Emotional Hardcore war weicher und melodiöser als Hardcore und hatte mit der Jugendkultur den Individualitäts- und Leidensfokus gemeinsam. Im Laufe der 2000er Jahre verlor Emotional Hardcore für die Jugendkultur allerdings an Definitionsmacht, die Musikpräfenzen wurden in der Szene breiter. Dadurch wurden auch Bands, die dem Post-Hardcore, dem Metalcore und dem Artrock zuzurechnen waren, als Vertreter des Emo bezeichnet. In Deutschland wurde die Band Tokio Hotel mit Emo verbunden, wenngleich sie bei den Anhängern der Szene unbeliebt war. Laut Ronald Hitzler stand die Emo-Kultur im Gegensatz zur Antifa- und zur Hardcore-Punk-Szene der Kommerzialisierung innerhalb der Musikbranche weniger ablehnend gegenüber.

### Mode
Die Kleidermode der Emo-Szene setzte sich zum Teil aus Elementen anderer Szenen zusammen. Dazu zählten schwarze Kleidung (u. a. aus der Gothic-Szene), Nietengürtel (ursprünglich aus der Punk-Szene), Skater-Schuhe (Converse Chucks aus dem Grunge und Vans aus der Skater-Kultur) und Karomuster (aus dem Rockabilly). Die Haare waren meist schwarz gefärbt, mit einem asymmetrischen Pony und einzelnen farbigen Strähnen. Schwarze Kleidung wurde oft durch grelle Farbmuster kontrastiert, Augen wurden mit Kajal umrandet und Labret-Piercings waren verbreitet. Beliebte Kleidungsstücke waren Röhrenjeans. Hinzu kamen Accessoires, die als „süß“ galten, wie etwa Hello-Kitty-Gegenstände, kombiniert mit düsteren Symbolen, etwa Totenköpfe und Skelette.
Mode-Labels wie Cupcake Cult oder Heartless waren in der Szene beliebt. Die T-Shirt-Motive zeigten beispielsweise Zeichentrick- oder Anime-Figuren, Horrorfilm-Protagonisten oder Bands aus der Metalcore-, Post-Hardcore- und Deathcore-Szene. Ein zentrales Motiv in der Emo-Mode war die Rasierklinge, die zum Beispiel als Ohrring oder als Gürtelschnalle getragen wurde.

„Emo an sich hat einfach probiert, verschiedene Elemente zu einem zusammenzufügen. Das, was gut ist aus den verschiedenen Richtungen, einfach zu einem zu machen, und daraus ist dann einfach Emo geworden.“

### Ablehnung und Hass

Als unsympathisch eingestufte Szenen, an zweiter Stelle Emo (16- bis 29-jährigen Österreichische und deutsche Jugendliche im Vergleich, Institut für Jugendkulturforschung 2012)

Obwohl die Emo-Szene zu den kleinsten Jugendszenen in der Jugendkulturlandschaft der 2010er Jahre gezählt wurde, erlangte sie große öffentliche Aufmerksamkeit. Zusammen mit der Skinhead-, der Gothic- und der Punk-Szene stieß sie auf breite Ablehnung und negative Vorurteile.
In der Erwachsenengesellschaft galten Emos als „Ritzer“. Der Emo-Szene wurde unterstellt, sie mache depressiv, verleite Jugendliche zu selbstverletzendem Verhalten oder fördere Suizidgedanken. Manche sahen die Emo-Szene als Erbe der Hippie-Bewegung an, in der es kaum Tabus gebe.

In der Gesellschaft der Gleichaltrigen wurde Emos vorgeworfen, sie seien oberflächliche „Style-Victims“, verweichlichte Kinder einer degenerierten Mittelschicht oder „Transvestitengesindel“. Szenen wie Punk, Gothic, Wave, Rap oder Metal erklärten die Emo-Szene aufgrund der übernommenen modischen Elemente zum Feindbild. Jugendkulturen, in denen ein traditionelles Männlichkeitsbild vorherrschte, beschimpften Emos aufgrund ihrer androgynen Ästhetik als „schwul“.

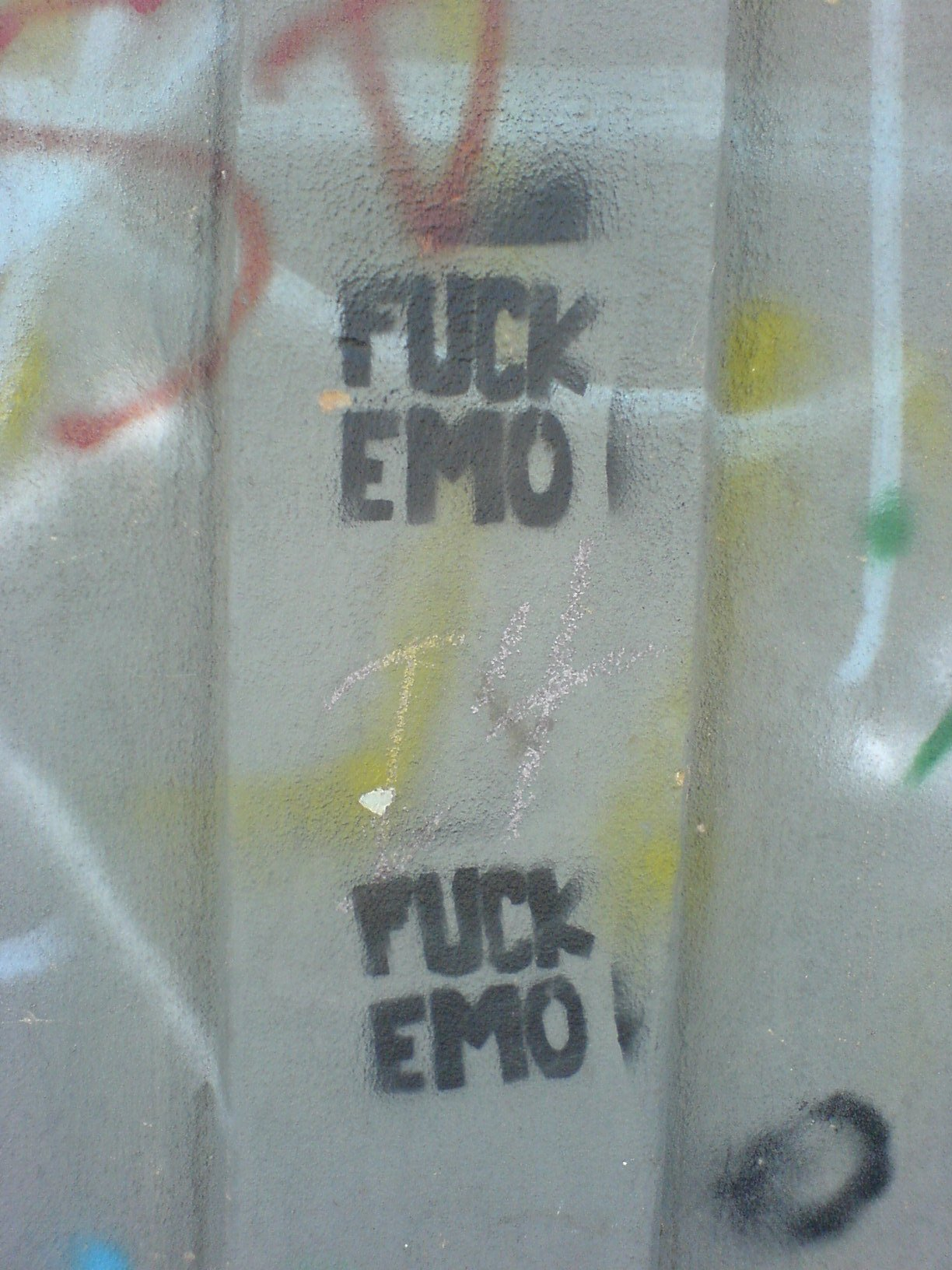
„Fuck Emo“-Graffiti in Tecate, Mexiko, 2007

Die starke Ablehnung der Emo-Szene führte wiederholt zu gewaltsamen Angriffen auf Angehörige der Emo-Szene. So schlossen sich in Mexiko im April 2008 etwa tausend Punks zusammen, um Emos zu „jagen“. In Chile bildete die Emo-Szene zwar eine der größten Jugendkulturen, wurde aber wegen ihrer nach außen getragenen Emotionalität und der androgynen bzw. femininen Selbstdarstellung zum Streitthema.
Anfang 2012 wurden im Irak 90 Jugendliche von religiösen Milizen gesteinigt, da sie der Emo-Szene angehörten. Ihnen wurde vom Innenministerium eine Nähe zum Satanismus unterstellt. In Saudi-Arabien wurden 2010 zehn Mädchen, die der Emo-Szene angehörten, von der Polizei wegen Unruhestiftung inhaftiert. In der Türkei wurden Emos als eine Gefahr für die religiösen und konservativen Werte des Landes angesehen. In Ländern wie Ägypten oder Russland wurde diskutiert, die Emo-Szene und ihre Kleidung zu verbieten, da sie zu Depressionen, Perspektivlosigkeit und sozialem Rückzug führe.
In der Popkultur fand die Ablehnung der Emo-Szene in der 2005 bis 2015 ausgestrahlten Serie Mighty Moshin’ Emo Rangers ihren Niederschlag, die negative Klischees zu Emos parodistisch aufgriff.